# Udóbnoie (Primórie)
|  | Per a altres significats, vegeu «Udóbnoie». |

Udóbnoie (en rus: Удобное) és un poble del krai de Primórie, a l'Extrem Orient de Rússia, que en el cens del 2010 tenia 23 habitants. Es troba al districte rural de Khankaiski.